# Saint-Léger-lès-Paray
Saint-Léger-lès-Paray es una comuna francesa situada en el departamento de Saona y Loira, en la región de Borgoña-Franco Condado.

## Demografía
| 233 | 266 | 277 | 561 | 622 | 583 | 748 |
| Para los censos de 1962 a 1999 la población legal corresponde a la población sin duplicidades (Fuente: INSEE [Consultar]) |     |     |     |     |     |     |